# Eupterote assimilis
Eupterote assimilis är en fjärilsart som beskrevs av Moore 1884. Eupterote assimilis ingår i släktet Eupterote och familjen Eupterotidae. Inga underarter finns listade i Catalogue of Life.